# Hirvisaari (ö i Norra Savolax, Kuopio, lat 62,75, long 27,86)
Hirvisaari är en ö i Finland. Den ligger i sjön Kallavesi och i kommunen Kuopio i den ekonomiska regionen  Kuopio ekonomiska region  och landskapet Norra Savolax, i den centrala delen av landet, 300 km nordost om huvudstaden Helsingfors. Öns area är 3,7 hektar och dess största längd är 470 meter i nord-sydlig riktning.